# Rosporden

Rosporden este o comună în departamentul Finistère, Franța. În 1 ianuarie 2022 avea o populație de 7.580 de locuitori.